# Fanny Gilbert
Pour les articles homonymes, voir Gilbert.
Fanny Gilbert née Marie Françoise Adélaïde Gilbert à Paris le 7 février 1815 et morte à Issy-les-Moulineaux le 21 janvier 1894 est une peintre française.
Elle est essentiellement connue par des copies d’après les maîtres anciens italiens ou des artistes contemporains. Elle réalisa aussi des portraits qu’elle exposait aux salons parisiens.

## Biographie
Fanny Gilbert est née à Paris le 7 février 1815, fille d'Auguste Gilles Gilbert et de Françoise Rose Candide Lebail. En 1844, elle épouse Édouard Étienne Gilbert, doreur sur porcelaines, demeurant à Paris au 21, rue du Faubourg-du-Temple.
D'après les textes des livrets des Salons, elle fut l'élève de Granger (?), Joseph Guichard (1806-1880) et Eugène Lepoittevin (1806-1870).
Édouard Étienne Gilbert meurt à son domicile d'Issy-les-Moulineaux le 13 avril 1891. Fanny Gilbert y meurt le 21 janvier 1894.

## Œuvres déposées dans des institutions publiques
- Auch, collège Salinis : La Belle Jardinière d'après Raphaël, sans date, huile sur toile. Achat à l'artiste en 1875. Inv. : FNAC PFH-2941. En dépôt[5].
- Brinon-sur-Beuvron, église paroissiale : Le Mariage mystique de Sainte Catherine d'après Le Corrège, sans date, huile sur toile, 106 × 103 cm. Achat par commande à l'artiste en 1871. Inv. : FNAC PFH-911 En dépôt depuis 1874 : mairie de Brinon-sur-Beuvron[6].
- Castelnaudary, hôtel de la sous-préfecture[7] : L’Impératrice Eugénie d'après Franz Xaver Winterhalter, 1860, portrait à mi-corps, huile sur toile, 134 × 98 cm. Achat par commande à l'artiste en 1860. Inv. : FNAC FH 860-114. En dépôt depuis le 22 novembre 1860[8].
- Dunkerque, hôtel de ville : La Belle Ferronnière d'après Léonard de Vinci, sans date, dessin, 77 × 70 cm. Achat par l’État en 1879. Inv. : FNAC 13494, FNAC 290. En dépôt depuis le 18 juin 1936[9].
- La Haye, ambassade de France : L’Impératrice Eugénie d'après Franz Xaver Winterhalter, 1861, portrait à mi-corps, huile sur toile. Achat par commande à l'artiste en 1861. Inv. : FNAC FH 861-79[10].
- Louviers, mairie : L’Impératrice Eugénie d'après Franz Xaver Winterhalter, sans date, portrait à mi-corps, huile sur toile. Achat par commande à l'artiste en 1869. Inv. : FNAC FH 869-159. En dépôt depuis 1869[11].
- Vienne, ambassade de France, Gentile et Giovanni Bellini d'après Giovanni Bellini, sans date, huile sur toile. Achat à l'artiste en 1880. Inv. : FNAC PFH-3224. En dépôt depuis 1884.

## Salons parisiens

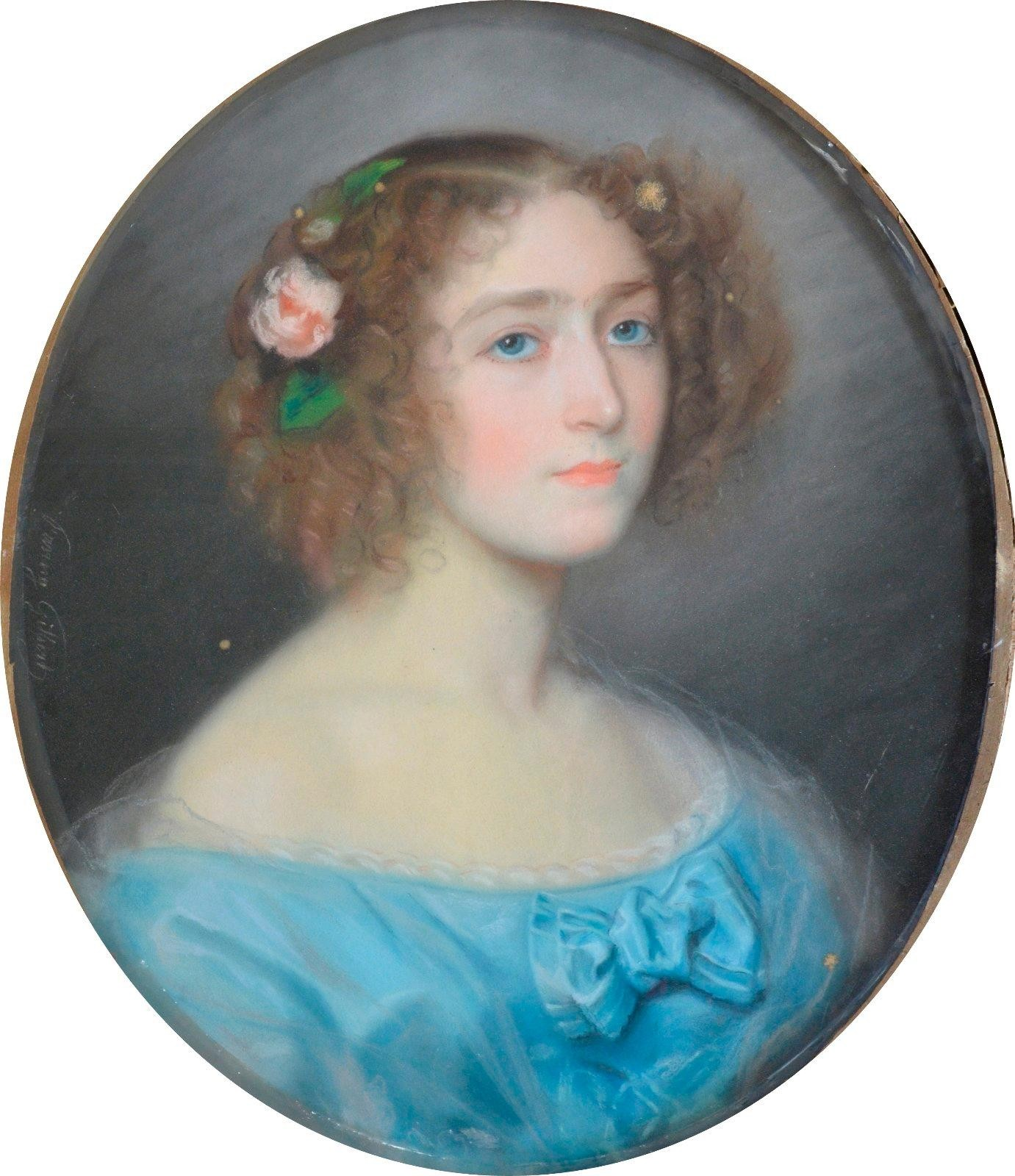
Fanny Gilbert, Portrait de jeune femme à la robe bleue et une rose dans les cheveux, pastel, 1852

Les catalogues de ces salons mentionnent le domicile de Fanny Gilbert au 21, rue du Faubourg-du-Temple à Paris.
- 1845 :
  - no 708, Portrait de Mlle L. D… ;
  - no 709, Portrait deMme L. D… ;
  - no 1825, Étude d'après Léonard de Vinci, dessin ;
  - no 1826, Étude de vieille femme, d'après nature, dessin ;
  - no 1827, Étude de femme, d'après nature.
- 1846 :
  - no 757, Portrait de Mme H… ;
  - no 758, Portrait de M. L….
- 1847 : no 710, Portrait de Mlle L….
- 1850 : no 1280, Portrait de Mme L. D.
- 1852 :
  - no 542, L’Attente ;
  - no 543, Portrait de M. A. L….
- 1859 : no 1257, Portrait du général Tisserant, ancien colonel de la Garde de Paris.
- 1861 :
  - no 1265, Nature morte ;
  - no 1266, Portrait de Mme P….
- 1869 :
  - no 1039, Portrait de Mlle L… ;
  - no 2779, Tête d'enfant, dessin au crayon noir et à la sanguine.
- 1870 :
  - no 1176, Portrait de Mlle L… ;
  - no 1177, Portrait de Mlle L….
- 1876 : no 2479, Tête d’étude.
- 1881 : no 2834, Portrait de Mlle J. Charette, pastel.